# Conversión de coordenadas ecuatoriales a coordenadas eclípticas
Se trata de convertir coordenadas celestes de un tipo en otro.

## Las fórmulas
Las fórmulas para convertir las coordenadas ecuatoriales en  coordenadas eclípticas  son:
- {\displaystyle \sin \lambda \cos \beta =\sin \delta \sin \epsilon +\cos \delta \cos \epsilon \sin \alpha \,} (1)

- {\displaystyle \cos \lambda \cos \beta =\cos \delta \cos \alpha \,} (2)

- {\displaystyle \sin \beta =\sin \delta \cos \epsilon -\cos \delta \sin \epsilon \sin \alpha \,} (3)

donde {\displaystyle \alpha \,} es la ascensión recta, {\displaystyle \delta \,} es la declinación, {\displaystyle \epsilon \,} es la oblicuidad de la eclíptica y vale {\displaystyle \epsilon \,} =23º26', {\displaystyle \lambda \,} es la longitud celeste y {\displaystyle \beta \,} es la latitud celeste.

## El cálculo y resolución de ambigüedades
Si dividimos la ecuaciones (1)/(2) se obtiene:
- {\displaystyle \tan \lambda ={\frac {\tan \delta \sin \epsilon }{\cos \alpha }}+\cos \epsilon \tan \alpha \,} (1)/(2)

mediante la función {\displaystyle \arctan \,} se puede calcular {\displaystyle \lambda \,} la longitud celeste ambigua. Transformado {\displaystyle \lambda \,} a la primera vuelta, la ambigüedad se resuelve exigiendo que {\displaystyle \lambda \,} y {\displaystyle \alpha \,} sean del mismo cuadrante.
De la ecuación (3) se calcula {\displaystyle \beta \,} la latitud celeste sin ambigüedad.

## Un applet en Java-Script
Un script de Java que hace esto es:
```
<SCRIPT LANGUAGE="JavaScript">
<!-- hide this script tag's contents from old browsers
function compute(form) {
    AH=eval(form.arh.value)
    AM=eval(form.arm.value)
    AS=eval(form.ars.value)
    DG=eval(form.dcg.value)
    DM=eval(form.dcm.value)
    DS=eval(form.dcs.value)
    with (Math) { 
	R =180/PI
	OB= 23.4333334/R   	
	RA=AH+AM/60+AS/3600
        DC=DG+DM/60+DS/3600
	RA = RA * 15
	EL = atan(tan(RA/R)*cos(OB)+tan(DC/R)*sin(OB)/cos(RA / R))
	if (EL < 0) {
		EL = EL + 2 *PI
		}
	EL = EL * R
	DT = EL - RA
	if (DT < -90)  {
		EL = EL + 180
		}
	if (DT > 90) {
		 EL = EL + 180
		}
	if (EL > 360) {
		EL = EL - 360
		}
	ET=asin(sin(DC/R)*cos(OB)-cos(DC/R)*sin(OB)*sin(RA/R))
	<!--conversion a gms de la longitud-->
	G=floor(EL);
	M=floor((EL - floor(EL)) * 60)
	S=((EL -floor(EL)) * 60 - M) * 60
	ET=ET*R;
	<!--conversion a g.ms de la latitud-->
	D = abs(ET);
	if (ET>0) {
		G1=floor(D)
		} else {
		G1=(-1)*floor(D)
		}
	M1=floor((D - floor(D)) * 60)
	S1 = ((D - floor(D)) * 60 - M1) * 60
	if (ET<0) {
		M1=-M1;
		S1=-S1;
		}

    }
    form.longitud.value =EL;
    form.latitud.value =ET;
    form.lond.value =G;
    form.lonm.value =M;
    form.lons.value =S;
    form.latg.value =G1;
    form.latm.value =M1;
    form.lats.value =S1;
    
     
}
// done hiding from old browsers -->
</SCRIPT>

```